# Айкхорн, Зеппо
Йозеф «Зеппо» Айкхорн (нем. Josef "Seppo" Eichkorn; 16 сентября 1956, Радольфцелль) — немецкий футболист, тренер, многолетний ассистент известного немецкого тренера Феликса Магата.

## Клубная карьера
Эйхкорн был менеджером «Санкт-Паули» с 1 апреля 1992 года по 30 июня 1992 года. Эйхкорн управлял клубом на протяжении шесть матчей, прежде чем Майкл Лорковски занял его пост 1 июля 1992 года. Его первый матч был ничьей против «Юрдинген 05» 3 апреля 1992 года (1:1). Эйхкорн закончил пребывание в «Санкт-Паули» тремя победами, двумя ничьими и одним проигрышем. Эйхкорн снова стал менеджером «пиратов» с 25 сентября 1992 года по 30 июня 1994 года. Его первый матч в качестве тренера была победой против «Ремшайда» (4:1).